# Coltello d'emergenza

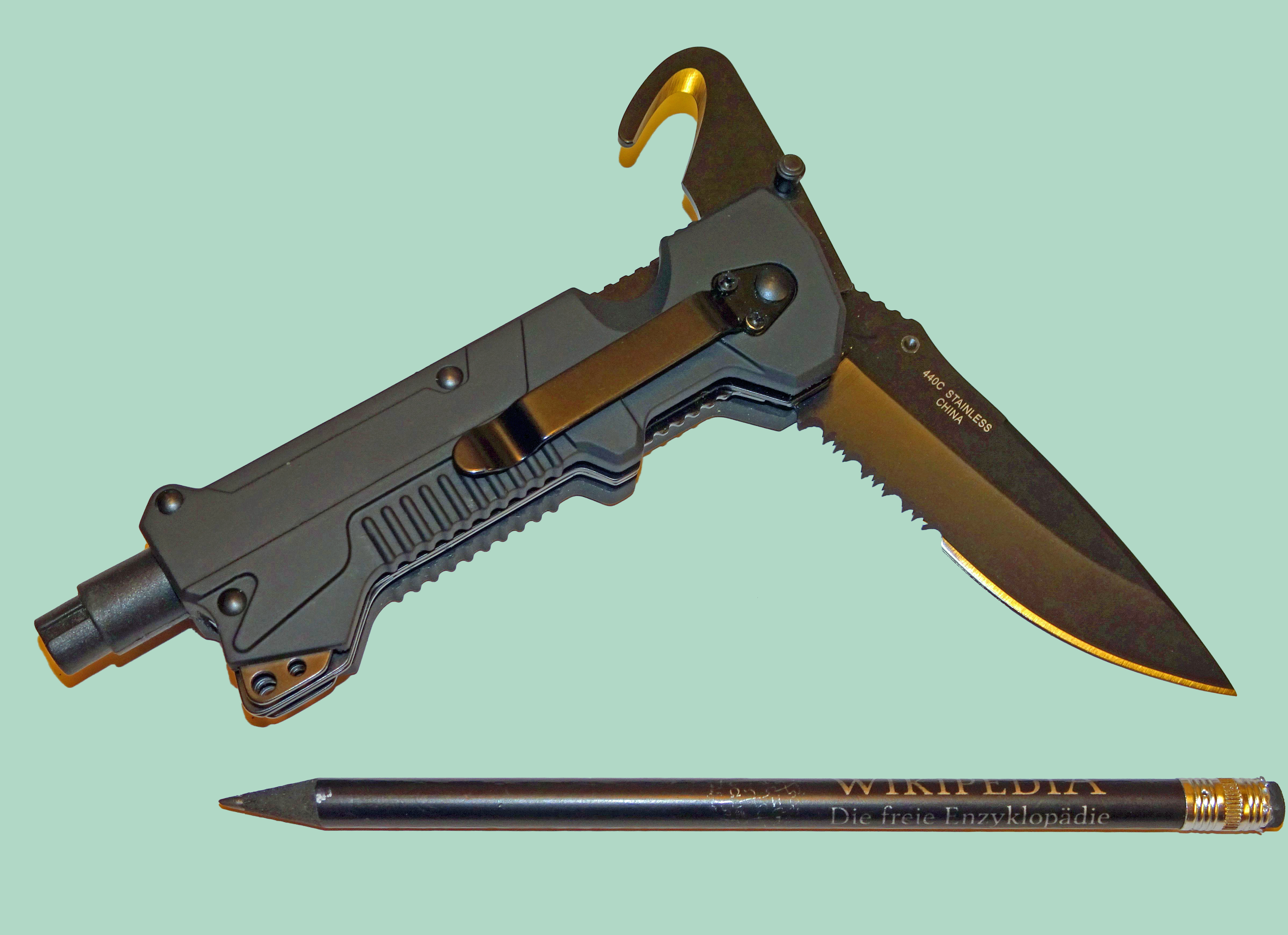
Coltello con lama per taglio cinture di sicurezza (sopra), frangivetro (a sx), lama e luce LED (nell'impugnatura). Lunghezza lama: 8,3 cm. È un coltello con Liner-Lock.

Un coltello d'emergenza è un coltello speciale usabile in caso di emergenza, con lama corta e stabile, talvolta con seghettatura, aiuti ottici e acustici (come LED e fischietto), a lama fissa o richiudibile. La presenza di una cuspide può permetterne l'uso come frangivetro come un martelletto d'emergenza.

## Aspetti giuridici e legali
Il coltello è solitamente a lama singola, e non richiede porto d'arma. Nel diritto il coltello può essere utilizzato solo in casa, altra portabilità come l'auto o altro mezzo di trasporto sono proibiti, se non per essere utilizzato per scopi ludici e con giustificabilità della presenza a seguito. 